# Гравець року ФІФА
«Гравець року ФІФА» — щорічна футбольна нагорода, що вручалася до 2009 року найкращому футболісту світу, пізніше з 2010 по 2015 рр. — вручався Золотий м'яч ФІФА, з 2016 року — вручається нагорода «Нагороди ФІФА для найкращих». 
До 2009 року вибір найкращого гравця проводився шляхом голосування тренерів і капітанів збірних команд світу. Кожен із них голосував за трьох претендентів (1 місце — 5 очок, 2 місце — 3 очки, 3 місце — 1 очко). Переможцем ставав той претендент, що набирав найбільшу кількість очок. Переможець отримував приз «Діамантовий м'яч ФІФА».
Перший приз вручено в 1991 році. З 2001 року ФІФА також вручає нагороду найкращій футболістці року.
Наймолодший гравець, який отримав цю нагороду, — Роналду в 20 років в 1996. Також він став першим гравцем, що отримав її двічі поспіль. Останнім володарем нагороди став нападник збірної Аргентини Ліонель Мессі у 2022 році.
У 2003 році Роналду, отримавши бронзовий м'яч, став першим гравцем, якому вдалося зібрати колекцію усіх м'ячів: і бронзовий (2003), і срібний (1998), і золотий (1996, 1997, 2002).

## Об'єднання нагород
Влітку 2010 року за спільним рішенням ФІФА і французького тижневика France Football дві найпрестижніші індивідуальні нагороди у футболі — «Золотий м'яч» і звання гравця року ФІФА об'єднані в одну — Золотий м'яч ФІФА. Новий приз вперше вручено в січні 2011 року, трофей називався «Золотий м'яч», як і нагорода «France Football» та вручався по 2015 рік.
З 2016 року ФІФА та «France Football» знову окремо визначають найкращого футболіста року, зокрема ФІФА на щорічній церемонії вручення нагород «The Best FIFA Football Awards». 

## Лауреати нагороди
| Рік                                                     | 1 місце                       | 2 місце                       | 3 місце                                               |
| ------------------------------------------------------- | ----------------------------- | ----------------------------- | ----------------------------------------------------- |
| Гравець року ФІФА                                       |                               |                               |                                                       |
| 1991                                                    | Лотар Маттеус, Німеччина      | Жан-П'єр Папен, Франція       | Гарі Лінекер, Англія                                  |
| 1992                                                    | Марко ван Бастен, Нідерланди  | Христо Стоїчков, Болгарія     | Томас Гесслер, Німеччина                              |
| 1993                                                    | Роберто Баджо, Італія         | Ромаріу, Бразилія             | Денніс Бергкамп, Нідерланди                           |
| 1994                                                    | Ромаріу, Бразилія             | Христо Стоїчков, Болгарія     | Роберто Баджо, Італія                                 |
| 1995                                                    | Джордж Веа, Ліберія           | Паоло Мальдіні, Італія        | Юрген Клінсманн, Німеччина                            |
| 1996                                                    | Роналду, Бразилія             | Джордж Веа, Ліберія           | Алан Ширер, Англія                                    |
| 1997                                                    | Роналду, Бразилія             | Роберто Карлос, Бразилія      | Денніс Бергкамп, Нідерланди, · Зінедін Зідан, Франція |
| 1998                                                    | Зінедін Зідан, Франція        | Роналду, Бразилія             | Давор Шукер, Хорватія                                 |
| 1999                                                    | Рівалдо, Бразилія             | Девід Бекхем, Англія          | Габрієль Батістута, Аргентина                         |
| 2000                                                    | Зінедін Зідан, Франція        | Луїш Фігу, Португалія         | Рівалдо, Бразилія                                     |
| 2001                                                    | Луїш Фігу, Португалія         | Девід Бекхем, Англія          | Рауль, Іспанія                                        |
| 2002                                                    | Роналду, Бразилія             | Олівер Кан, Німеччина         | Зінедін Зідан, Франція                                |
| 2003                                                    | Зінедін Зідан, Франція        | Тьєррі Анрі, Франція          | Роналду, Бразилія                                     |
| 2004                                                    | Роналдінью, Бразилія          | Тьєррі Анрі, Франція          | Андрій Шевченко, Україна                              |
| 2005                                                    | Роналдінью, Бразилія          | Френк Лемпард, Англія         | Самюель Ето'о, Камерун                                |
| 2006                                                    | Фабіо Каннаваро, Італія       | Зінедін Зідан, Франція        | Роналдінью, Бразилія                                  |
| 2007                                                    | Кака, Бразилія                | Ліонель Мессі, Аргентина      | Кріштіану Роналду, Португалія                         |
| 2008                                                    | Кріштіану Роналду, Португалія | Ліонель Мессі, Аргентина      | Фернандо Торрес, Іспанія                              |
| 2009                                                    | Ліонель Мессі, Аргентина      | Кріштіану Роналду, Португалія | Хаві, Іспанія                                         |
| з 2010 по 2015 рік вручалася нагорода Золотий м'яч ФІФА |                               |                               |                                                       |
| 2010                                                    | Ліонель Мессі, Аргентина      | Андрес Іньєста, Іспанія       | Хаві, Іспанія                                         |
| 2011                                                    | Ліонель Мессі, Аргентина      | Кріштіану Роналду, Португалія | Хаві, Іспанія                                         |
| 2012                                                    | Ліонель Мессі, Аргентина      | Кріштіану Роналду, Португалія | Андрес Іньєста, Іспанія                               |
| 2013                                                    | Кріштіану Роналду, Португалія | Ліонель Мессі, Аргентина      | Франк Рібері, Франція                                 |
| 2014                                                    | Кріштіану Роналду, Португалія | Ліонель Мессі, Аргентина      | Мануель Ноєр, Німеччина                               |
| 2015                                                    | Ліонель Мессі, Аргентина      | Кріштіану Роналду, Португалія | Неймар, Бразилія                                      |
| Гравець року ФІФА "The Best FIFA Football Awards"       |                               |                               |                                                       |
| 2016                                                    | Кріштіану Роналду, Португалія | Ліонель Мессі, Аргентина      | Антуан Грізманн Франція                               |
| 2017                                                    | Кріштіану Роналду, Португалія | Ліонель Мессі, Аргентина      | Неймар, Бразилія                                      |
| 2018                                                    | Лука Модрич, Хорватія         | Кріштіану Роналду, Португалія | Мохаммед Салах, Єгипет                                |
| 2019                                                    | Ліонель Мессі, Аргентина      | Вірджил ван Дейк, Нідерланди  | Кріштіану Роналду, Португалія                         |
| 2020                                                    | Роберт Левандовський, Польща  | Кріштіану Роналду, Португалія | Ліонель Мессі, Аргентина                              |
| 2021                                                    | Роберт Левандовський, Польща  | Ліонель Мессі, Аргентина      | Мохаммед Салах, Єгипет                                |
| 2022                                                    | Ліонель Мессі, Аргентина      | Кіліан Мбаппе Франція         | Карім Бензема Франція                                 |
| 2023                                                    | Ліонель Мессі, Аргентина      | Ерлінг Голанн Норвегія        | Кіліан Мбаппе Франція                                 |

## Найтитулованіші футболісти
| Футболіст            | Переможець                                         | Друге місце                                  | Третє місце    |
| -------------------- | -------------------------------------------------- | -------------------------------------------- | -------------- |
| Ліонель Мессі        | 8 (2009, 2010, 2011, 2012, 2015, 2019, 2022, 2023) | 7 (2007, 2008, 2013, 2014, 2016, 2017, 2021) | 1 (2020)       |
| Кріштіану Роналду    | 5 (2008, 2013, 2014, 2016, 2017)                   | 6 (2009, 2011, 2012, 2015, 2018, 2020)       | 2 (2007, 2019) |
| Зінедін Зідан        | 3 (1998, 2000, 2003)                               | 1 (2006)                                     | 2 (1997, 2002) |
| Роналду              | 3 (1996, 1997, 2002)                               | 1 (1998)                                     | 1 (2003)       |
| Роналдінью           | 2 (2004, 2005)                                     | —                                            | 1 (2006)       |
| Роберт Левандовський | 2 (2020, 2021)                                     | —                                            | —              |
| Луїш Фігу            | 1 (2001)                                           | 1 (2000)                                     | —              |
| Ромаріу              | 1 (1994)                                           | 1 (1995)                                     | —              |
| Джордж Веа           | 1 (1995)                                           | 1 (1996)                                     | —              |
| Роберто Баджо        | 1 (1993)                                           | —                                            | 1 (1994)       |
| Рівалдо              | 1 (1999)                                           | —                                            | 1 (2000)       |
| Лотар Маттеус        | 1 (1991)                                           | —                                            | —              |
| Марко ван Бастен     | 1 (1992)                                           | —                                            | —              |
| Фабіо Каннаваро      | 1 (2006)                                           | —                                            | —              |
| Кака                 | 1 (2007)                                           | —                                            | —              |
| Лука Модрич          | 1 (2018)                                           | —                                            | —              |